# سابرينا كاربنتر
سابرينا ان لين كاربنتر (ولدت في 11 مايو 1999) مغنية وكاتبة اغاني وممثلة أمريكية اكتسبت شهرتها لأول مرة من خلال مشاركتها في مسلسل قناة ديزني Girl Meets World (2014-2017)، ووقعت عقدًا مع شركة هوليوود ريكوردز المملوكة لشركة ديزني لإصدار أول أغنية منفردة لها، "Can't Blame a Girl for Trying"، عرفت أيضا بدور كلو جودوين (في شبابها\young version) في مسلسل (The Goodwin Games) وبدور مايا هارت في مسلسل (Girl Meets World)، وقد وقعَت لـهوليوود ركوردز.

## نشأتها
ولدت في وادي ليهاي، بنسيلفانيا ووضعت في المرتبة الثالثة في مسابقة الغناء (The Next Miley Cyrus Project)

## المسيرة الفنية

### 2011-12 بداية المسيرة الفنية
حصلت كاربينتر على أول دور لها في 2011 في المسلسل الدرامي (Law & Order: Special Victims Unit) الذي تبثه هيئة الإذاعة الوطنية،

### 2013 - الآن
في 2013 لعبت دور الشابة ميرين في فيلم (Horns). كاربنتر سجلت أغنية "smile" لالبوم (Disney Fairies: Faith, Trust And Pixie Dust)، كما اشتهرت اغنيتها "All You Need" اشتهرت في "the Sofia the First"

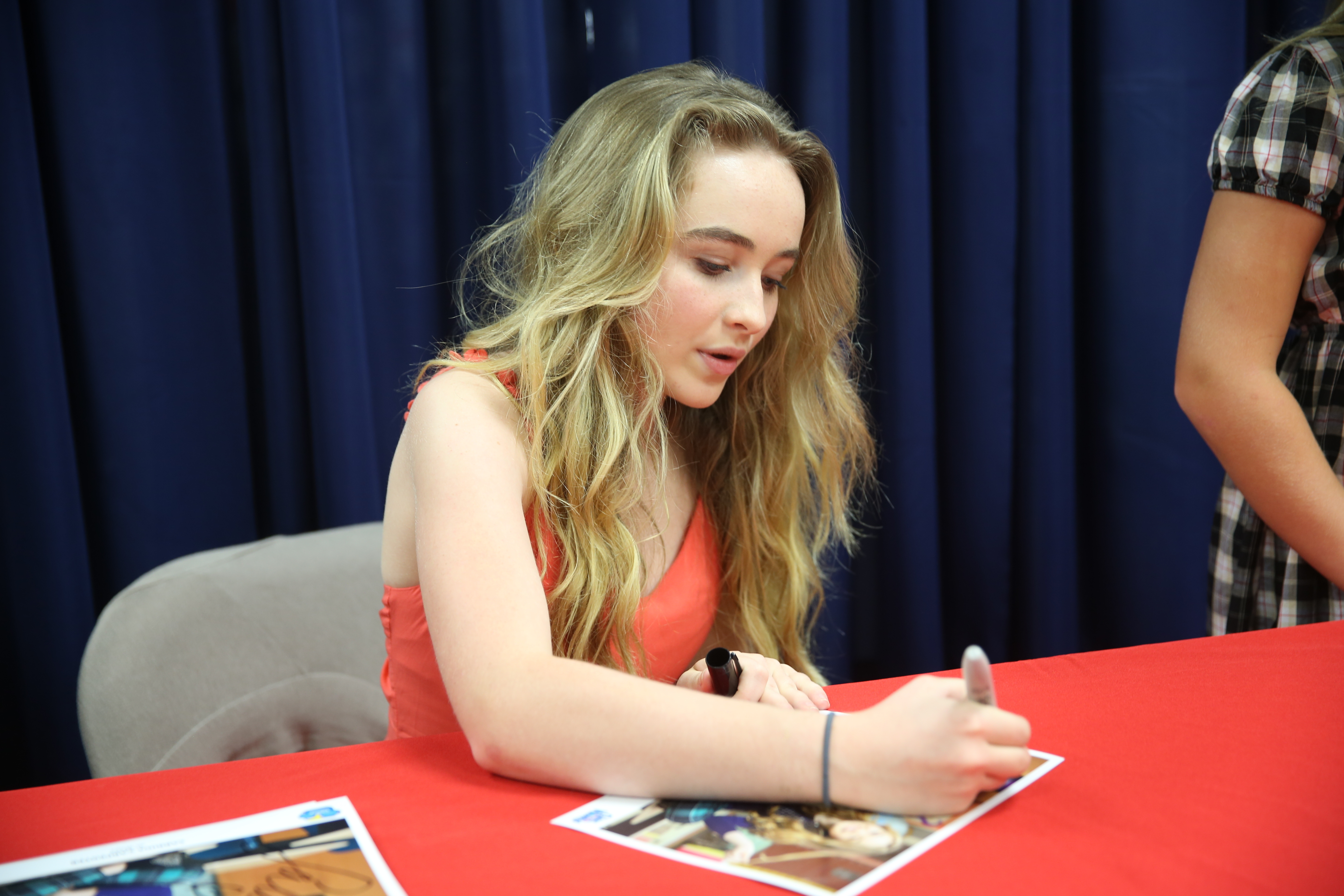
كاربنتر توقيع الأوتوغرافات للجماهير في آب / أغسطس 2014.

في كانون الثاني / يناير 2013، كاربنتر لعبت دور مايا هارت في مسلسل (Girl Meets World) >
في 22 فبراير كاربنتر أعلنت عن أول ألبوم لها بعنوان  (Eyes Wide Open).
اصبحت سبارينا كاربنتور ثاني فنان في التاريخ بعدالبيتلز ليكون عندها اغنيتين (اسبرسو و بليز بليز بليز) في الثلاثة الاوائل في بيلبورد في نفس الوقت 

## الحياة الشخصية
لديها شقيقة أكبر منها سنا «سارة»، والتي ظهرت في عدة حلقات من (Girl Meets Wolrd) ولديها شقيقة  آخرى تدعى «شانون».

## الألبومات
| عيون مفتوحة على مصراعيها | - صدر في: 14 أبريل، 2015 - التسمية: هوليوود - شكل: CD، تحميل الرقمي | 43 |  |  |  |  |  |  |  |  |  |  |  |  |
|                          |                                                                     |    |  |  |  |  |  |  |  |  |  |  |  |  |

### اسطوانة ممدة
| لا يمكن إلقاء اللوم على الفتاة من أجل محاولة | - الإصدار: أبريل 8, 2014 - صيغ: تحميل الرقمي - التسمية: هوليوود | 16 | - الولايات المتحدة: 17,000 |  |  |  |  |  |  |  |  |  |  |
|                                              |                                                                 |    |                            |  |  |  |  |  |  |  |  |  |  |

### اغاني فردية
| العنوان                              | العام | الألبوم                             |
| ------------------------------------ | ----- | ----------------------------------- |
| "لا يمكن إلقاء اللوم على فتاة تحاول" | 2014  | لا يمكن أن نلوم الفتاة على المحاولة |
| "منتصف البدء من جديد"                | 2014  | لا يمكن أن نلوم الفتاة على المحاولة |
| "ليالي فضية"                         | 2014  |                                     |
| "سنكون النجوم"                       | 2015  | عيون مفتوحة على مصراعيها            |
| "عيون مفتوحة على مصراعيها"           | 2015  | عيون مفتوحة على مصراعيها            |
| "عيد الميلاد على مدار السنة كلها"    | 2015  |                                     |
| "الدخان والنار"                      | 2016  |                                     |
| "عن قصد"                             | 2016  |                                     |

## انظر أيضَا
- روان بلانشرد

## روابط خارجية
- سابرينا كاربنتر على موقع IMDb (الإنجليزية)
- سابرينا كاربنتر على موقع روتن توميتوز (الإنجليزية)
- سابرينا كاربنتر على موقع ألو سيني (الفرنسية)
- سابرينا كاربنتر على موقع ميوزك برينز (الإنجليزية)
- سابرينا كاربنتر على موقع تيرنر كلاسيك موفيز (الإنجليزية)
- سابرينا كاربنتر على موقع أول موفي (الإنجليزية)
- سابرينا كاربنتر على موقع قاعدة بيانات برودواي على الإنترنت (الإنجليزية)
- سابرينا كاربنتر على موقع أول ميوزيك (الإنجليزية)
- سابرينا كاربنتر على موقع ديسكوغز (الإنجليزية)
- سابرينا كاربنتر على موقع قاعدة بيانات الفيلم (الإنجليزية)